# Ernst Winar
Ernst Winar (3 de agosto de 1894 – 28 de junho de 1978) foi um ator e diretor de cinema neerlandês. Ele atuou como ator em 34 filmes entre 1916 e 1955. Também dirigiu 14 filmes entre 1922 e 1955.

## Filmografia selecionada
- Majoor Frans (1916)
- La renzoni (1916)
- Gloria transita (1917)
- Ulbo Garvema (1917)
- Toen 't licht verdween (1918)
- Pro domo (1918)
- A Carmen of the North (1919)
- The Devil in Amsterdam (1919)
- Hidden Lives (1920)
- The Flight into Death (1921)
- The Man in the Background (1922 - directed)
- Comedy of the Heart (1924)
- The Great Opportunity (1925)
- What a Woman Dreams of in Springtime (1929)